# 대한민국 대통령비서실 민정수석비서관
대한민국 대통령실 민정수석은 대한민국 대통령실 소속 차관급 정무직공무원이다.

## 역사
박정희 정부 때인 1968년 3월 설치되었다. 1970년 12월 민정수석비서관실이 폐지되고 정보수석비서관실과 민원수석비서관실로 분리되었다가 1971년 7월 다시 민정수석실로 통합되었다. 최규하 정부인 1980년 민원수석비서관실로 개편되었다가 같은 해 9월 다시 민정수석비서관실로 복귀했다. 김대중 정부가 들어선 1998년 3월 다시 폐지됐다가 다음 해인 1999년 6월 부활했다. 윤석열 정부가 들어서자 폐지되었다가 대한민국 제22대 국회의원 선거에서 당시 여당이었던 국민의힘이 다수당을 얻지 못하는 결과를 얻은 후 민심 청취 기능 강화를 이유로 2024년 5월 다시 설치되었다. 2025년 6월 이재명 정부가 들어선 이후 검찰·사법 개혁 관련 업무를 담당하는 사법제도비서관실이 신설되었다.

## 역할
국내 여론과 민심 동향 수집하며, 또 고위공직자의 인사 검증, 직무 감찰, 대통령 친인척 관리 등의 업무를 담당한다. 아울러 검찰, 경찰, 국가정보원, 국세청, 감사원 등 사정기관이 생산하는 정보를 대통령에게 직접 보고한다.

## 민정수석 목록
| 대수 | 이름           | 임기                               | 비고 |
| ---- | -------------- | ---------------------------------- | ---- |
| 초대 | 류승원(柳承源) | 1968년 3월 23일 ~ 1970년 12월 10일 |      |

## 민원수석비서관
| 대수 | 이름           | 임기                              | 비고 |
| ---- | -------------- | --------------------------------- | ---- |
| 초대 | 안광석         | ? ~ ?                             |      |
| 2대  | 이원홍(李元洪) | 1980년 1월 20일 ~ 1980년 7월 28일 |      |

## 민정수석비서관
| 정부        | 대수 | 이름            | 임기                               | 비고 |
| ----------- | ---- | --------------- | ---------------------------------- | ---- |
| 5공화국     | 초대 | 이학봉(李鶴捧)  | 1980년 9월 9일 ~ 1986년 1월 8일    |      |
| 5공화국     | 2대  | 김용갑 (金容甲) | 1986년 1월 14일 ~ 1988년 2월 24일  |      |
| 노태우정부  | 초대 | 한영석 (韓永錫) | 1988년 3월 7일 ~ 1989년 3월 25일   |      |
| 노태우정부  | 2대  | 정구영 (鄭銶永) | 1989년 3월 25일 ~ 1990년 12월 6일  |      |
| 노태우정부  | 3대  | 김영일(金榮馹)  | 1990년 12월 6일 ~ 1990년 12월 27일 |      |
| 노태우정부  | 4대  | 이상연 (李相淵) | 1990년 12월 27일 ~ 1991년 4월 29일 |      |
| 노태우정부  | 5대  | 안교덕 (安敎德) | 1991년 5월 1일 ~ 1993년 2월 24일   |      |
| 문민정부    | 초대 | 김영수 (金榮秀) | 1993년 2월 25일 ~ 1995년 12월 20일 |      |
| 문민정부    | 2대  | 문종수 (文鍾洙) | 1995년 12월 20일 ~ 1998년 2월 24일 |      |
| 국민의정부  | 초대 | 김성재(金聖在)  | 1999년 6월 24일 ~ 2000년 1월 12일  |      |
| 국민의정부  | 2대  | 신광옥(辛光玉)  | 2000년 1월 12일 ~ 2001년 9월 11일  |      |
| 국민의정부  | 3대  | 김학재(金鶴在)  | 2001년 9월 11일 ~ 2002년 2월 8일   |      |
| 국민의정부  | 4대  | 이재신(李載侁)  | 2002년 2월 8일 ~ 2003년 2월 24일   |      |
| 참여정부    | 초대 | 문재인(文在寅)  | 2003년 2월 25일 ~ 2004년 2월 13일  |      |
| 참여정부    | 2대  | 박정규(朴正圭)  | 2004년 2월 13일 ~ 2005년 1월 12일  |      |
| 참여정부    | 3대  | 문재인(文在寅)  | 2005년 1월 20일 ~ 2006년 5월 2일   |      |
| 참여정부    | 4대  | 전해철(全海澈)  | 2006년 5월 3일 ~ 2007년 12월 21일  |      |
| 참여정부    | 5대  | 이호철(李鎬哲)  | 2007년 12월 21일 ~ 2008년 2월 24일 |      |
| 이명박정부  | 초대 | 이종찬(李鍾燦)  | 2008년 3월 1일 ~ 2008년 6월 20일   |      |
| 이명박정부  | 2대  | 정동기(鄭東基)  | 2008년 6월 23일 ~ 2009년 9월 1일   |      |
| 이명박정부  | 3대  | 권재진(權在珍)  | 2009년 9월 1일 ~ 2011년 8월 5일    |      |
| 이명박정부  | 4대  | 정진영(鄭鎭永)  | 2011년 8월 20일 ~ 2013년 2월 24일  |      |
| 박근혜정부  | 초대 | 곽상도(郭尙道)  | 2013년 3월 25일 ~ 2013년 8월 5일   |      |
| 박근혜정부  | 2대  | 홍경식(洪景植)  | 2013년 8월 5일 ~ 2014년 6월 11일   |      |
| 박근혜정부  | 3대  | 김영한(金英漢)  | 2014년 6월 12일 ~ 2015년 1월 10일  |      |
| 박근혜정부  | 4대  | 우병우(禹柄宇)  | 2015년 1월 26일 ~ 2016년 10월 30일 |      |
| 박근혜정부  | 5대  | 최재경(崔在卿)  | 2016년 10월 31일 ~ 2016년 12월 9일 |      |
| 박근혜정부  | 6대  | 조대환(曺大煥)  | 2016년 12월 10일 ~ 2017년 5월 9일  |      |
| 문재인정부  | 초대 | 조국(曺國)      | 2017년 5월 11일 ~ 2019년 7월 26일  |      |
| 문재인정부  | 2대  | 김조원(金照源)  | 2019년 7월 26일 ~ 2020년 8월 11일  |      |
| 문재인정부  | 3대  | 김종호(金宗浩)  | 2020년 8월 11일 ~ 2020년 12월 31일 |      |
| 문재인정부  | 4대  | 신현수(申炫秀)  | 2020년 12월 31일 ~ 2021년 3월 4일  |      |
| 문재인정부  | 5대  | 김진국(金晋局)  | 2021년 3월 4일 ~ 2021년 12월 21일  |      |
| 문재인정부  | 6대  | 김영식(金泳植)  | 2022년 1월 17일 ~ 2022년 5월 9일   |      |
| 윤석열정부  | 초대 | 김주현(金周賢)  | 2024년 5월 7일 ~ 2025년 6월 2일    |      |
| 이재명 정부 | 초대 | 오광수(吳桄洙)  | 2025년 6월 7일 ~ 2025년 6월 13일   |      |
| 이재명 정부 | 2대  | 봉욱(奉旭)      | 2025년 6월 29일 ~                  |      |

## 사정수석비서관
| 정부    | 대수 | 이름           | 임기                              | 비고 |
| ------- | ---- | -------------- | --------------------------------- | ---- |
| 5공화국 | 초대 | 허삼수(許三守) | 1980년 9월 9일 ~ 1982년 12월 20일 |      |
| 5공화국 | 2대  | 정관용(鄭寬溶) | 1982년 12월 20일 ~ 1986년 1월 8일 |      |
| 5공화국 | 3대  | 김종건(金鍾鍵) | 1986년 1월 9일 ~ 1987년 5월 26일  |      |
| 5공화국 | 4대  | 이양우(李亮雨) | 1987년 5월 30일 ~ 1988년 2월 24일 |      |

| 정부       | 대수 | 이름           | 임기                              | 비고 |
| ---------- | ---- | -------------- | --------------------------------- | ---- |
| 노태우정부 | 초대 | 김영일(金榮馹) | 1990년 12월 27일 ~ 1992년 2월 6일 |      |
| 노태우정부 | 2대  | 김유후(金有厚) | 1992년 2월 6일 ~ 1993년 2월 24일  |      |

## 법무수석비서관
| 정부    | 대수 | 이름           | 임기                              | 비고 |
| ------- | ---- | -------------- | --------------------------------- | ---- |
| 5공화국 | 초대 | 이종근(李重根) | 1985년 3월 11일 ~ 1988년 2월 24일 |      |